# 635771 Prahácsmargit
635771 Prahácsmargit è un asteroide della fascia principale. Scoperto nel 2012, presenta un'orbita caratterizzata da un semiasse maggiore pari a 2,597445 UA e da un'eccentricità di 0,212923, inclinata di 6,082693° rispetto all'eclittica.